# Crkva sv. Petra u Zavali
Crkva sv. Petra je crkva u mjestu Zavala u Ravnom. 

## Povijest
U Zavali, na prostoru udaljenom oko 300 metara od pravoslavnog manastira i crkve Prikazanju Presvete Bogorodice, nalazi se ruševina starohrvatske crkve sv. Petra apostola nazivana i petrovica. Do nje se nalazi također ruševina pravoslavne crkve sv. Petke, zvana petkovica.
Sve do 1867. katolički župnici iz Ravnog slavili su na tom mjestu svetu misu posebno o svetkovini sv. Petra.
Nakon što je prestala kuga na tom području narod iz Ravnog hodočastio je u Zavalu 15. kolovoza 1867. godine. Nakon mise iguman mjesnog pravoslavnog samostana, Nikodim Vulović, vrijeađo je katolike psujući misu, Crkvu i Papu. Pravoslavci su zatim podigli parnicu na turskom sudu u Trebinju. Kako bi se izbjegla veća napetost biskup Vinko Čubranić premjestio je mjesnog katoličkog župnika. Osmanski kajmakam zabranio je 13. prosinca 1867. pristup k crkvi, i pravoslavnima i katolicima.
U proljeće 1898. pravoslavci su počeli raditi podzidu svome manastiru, te su uzimaki kresani kamen s ruševina crkve sv. Petra. Nakon pobune katoličkog stanovništva podignuta je parnica 25. travnja 1898. u Ljubinju. Kotarski je sud u Ljubinju dosudio kako crkva pripada katolicima dokazujući ukopima katolika na tom lokalitetu te ispod poda same crkve.
Pravoslavci se zatim žale na Okružni sud u Mostaru. U prosincu 1898. mostarski sud je poništio ljubinjsku presudu i dosudio da crkva pripada pravoslavnom manastiru. Dokaz je bio navodni dokument pisan na turskom jeziku iako je bio zabranjen naknadi uvid u njega.
Na ruševinama su pronađene ploče sa starohrvatskim pleterom te euharistijskom simbolikom. Prikaz su iz starohrvatske umjetnosti, najkasnije iz 11. stoljeća, a prikazivani su u katoličkoj umjetnosti. Tkođer, oltar je izgrađen u četvrtastom obliku, dok se u pravoslavlju gradi u obliku kružnog isječka.

### Članci
- Perić, Ratko. 1998. Crkva sv. Petra u Zavali. Vrhbosnensia. Univerzitet u Sarajevu – Katolički bogoslovni fakultet. Sarajevo. 2 (2): 339–343